# La Voivre (Alta Saona)
La Voivre è un comune francese di 144 abitanti situato nel dipartimento dell'Alta Saona nella regione della Borgogna-Franca Contea.

## Società

### Evoluzione demografica
Abitanti censiti

## Monumenti ed edifici religiosi
- Monastero di Annegray (resti), prima fondazione monastica di San Colombano sorta alla fine del VI secolo nel borgo di Annegray e dedicata a San Martino di Tours, riadattando un antico castello diroccato ai piedi del monte di S. Martino. I resti del monastero sono stati scoperti nel 1958.
- Cappella di San Colombano di Annegray
- Antico mulino di La Voivre